# ヒッポ (小惑星)
ヒッポ (426 Hippo) は、小惑星帯に位置するとても大きな小惑星である。
オーギュスト・シャルロワがニースで発見し、ヌミディアの都市ヒッポレギウス（現在のアルジェリア北東部アンナバ付近）にちなんで名づけられた。